# Venus in der Schmiede des Vulkan (de Clerck)
Venus in der Schmiede des Vulkan ist ein Gemälde des Brüsseler Malers Hendrik de Clerck. Es befand sich bis zum Ende des Zweiten Weltkriegs im Besitz des Aachener Suermondt-Museums und galt dann im Westen als verschollen. Im Jahr 2008 wurde bekannt, dass es als Beutekunst auf die Krim transportiert worden war.

## Beschreibung
Dargestellt ist Venus in der Begleitung Amors in der Werkstatt des Schmiedegottes Vulkan. Das Bild ist in verschiedene Ebenen gegliedert. Die linke Hälfte nimmt Venus ein, die, begleitet von Amor, nackt bis auf einige Schmuckstücke und eine Faltendraperie im Vordergrund an einem Felsen oder anderen landschaftlichen Element lehnt, das zum Teil von Pflanzen bewachsen zu sein scheint. Sie stützt sich auf ihren rechten Ellenbogen und den linken Fuß, während die Zehen ihres rechten Fußes in der Luft spielen und die linke Hand, in lässiger Gebärde erhoben, einen Pfeil des Amor hält, dessen Spitze nach unten zeigt. Der kleine Liebesgott sitzt beinebaumelnd und dickbäuchig zu ihrer Rechten, hält seinen Bogen, dessen unteres Ende auf den Boden gestützt ist, mit der rechten Hand und greift mit der linken nach Venus’ Brust. Dabei blickt er zu ihr auf, während Venus den Blick gesenkt hat. Von hinten wird die Szene von einer dunklen, etwas satyrhaft anmutenden Gestalt beobachtet, die am linken Bildrand hinter einem Vorhang hervorlugt. Über Venus schweben zwei Putti mit Blütenzweigen in den Händen; einer davon hält einen Kranz über Venus’ Haupt. Nach rechts hin setzt sich diese Bildebene durch eine Ansammlung von Metallgegenständen fort, die auf dem Boden neben Venus’ Füßen drapiert sind. Dabei handelt es sich offenbar um Gerätschaften, die zu einer festlich gedeckten Tafel gehören: Pokale, Schalen, Besteck und einen Trinkbecher. Davon abgegrenzt und schon deutlich weiter hinten liegen die einzelnen Teile einer Rüstung und Waffen aufgehäuft auf dem Boden. Hinter dieser Ansammlung von Hieb- und Stichwaffen bzw. dem Schutz vor solchen glaubt man gar zwei gekreuzte Kanonenrohre auf dem Boden zu erkennen. Sie bilden den Übergang zu der Bildebene, die Vulkan und seinen Gefährten vorbehalten ist. Diese stehen viel weiter hinten als Venus in einem höhlenartigen Raum. Vulkan ist mit drei Gehilfen damit beschäftigt, auf einem Amboss etwas zu schmieden; zwei weitere Männer sind links und rechts dieser Szene mit anderen Aufgaben beschäftigt: Einer scheint rechts im Hintergrund auf einer Werkbank etwas zu feilen, der andere arbeitet links mit offenbar erheblichem Kraftaufwand an einer Vorrichtung, die vielleicht als Blasebalg zu deuten ist. Zwischen der Venus- und der Vulkanszene öffnet sich im Hintergrund ein Ausblick ins Freie; ein schmaler Streifen einer hellen Landschaft, vielleicht auch eines Meeres unter den Himmelswolken, ist zu erkennen.

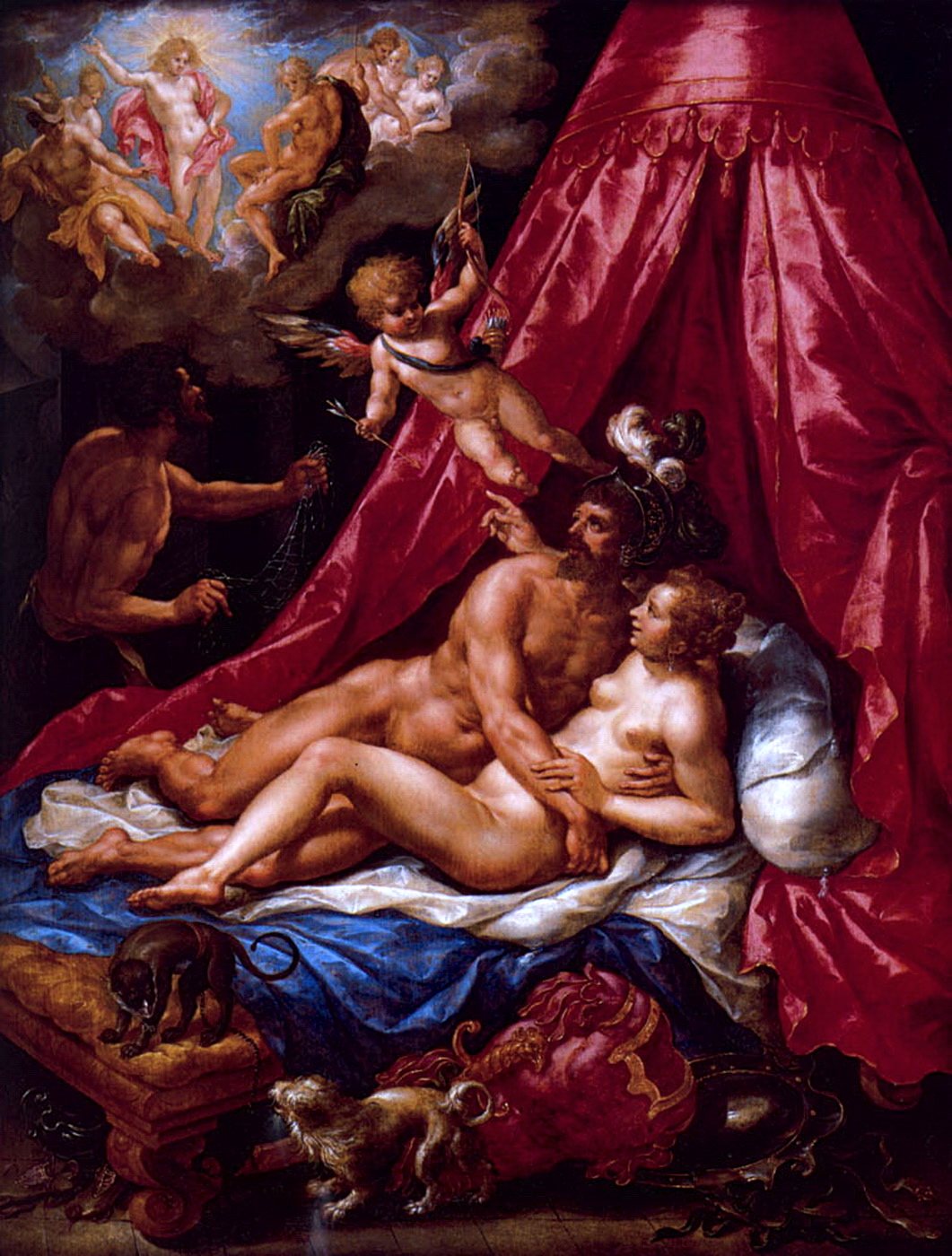
Mars und Venus werden von Apollo überrascht

Das Bild gehört wohl zu den frühesten mythologischen Darstellungen de Clercks. Aufgrund des großen Formats ist anzunehmen, dass es einen besonderen Auftrag für den Maler darstellte. Hendrik de Clerck arbeitete wie Jan Brueghel der Ältere im frühen 17. Jahrhundert am Brüsseler Hof; wahrscheinlich stammt das Bild aus dieser Schaffensphase. Es ist darüber spekuliert worden, ob de Clerck und Brueghel zusammen an dem Bild arbeiteten und ob Jan Brueghel etwa das Stillleben rechts im Vordergrund gemalt haben könnte, was aber in der Forschung weitgehend abgelehnt wurde. Allerdings bestehe eine starke Ähnlichkeit zu der Allegorie der Elemente Brueghels, die sich im Prado befindet.
Hendrik de Clerck hat eine weitere Darstellung der Venus geschaffen, die wohl etwas jünger ist als das eher monumentale Gemälde Venus in der Schmiede des Vulkan. Dort ist sie zu sehen, wie sie zusammen mit Mars von Apollo und anderen Göttern auf dem Liebeslager überrascht wird, während Amor diesmal über der Szene schwebt und seinen Pfeil noch fest in der rechten Faust hält und Vulkan, der betrogene Gatte, an der Seite des Bettes steht und das Netz in seinen Händen hält, mit dem er das Liebespaar festgehalten hat. Diese von Ovid erzählte Begebenheit war ein dankbares Thema der Bildenden Kunst. Aber auch Venus und Vulkan allein, häufig in Kombination mit den Waffen, die die Liebesgöttin für Aeneas anfertigen ließ, waren schon zu de Clercks Zeit ein beliebtes Motiv.

## Das Motiv der Venus in der Schmiede des Vulkan auf Gemälden des 16. bis 18. Jahrhunderts
Einige Jahrzehnte vor de Clerck schuf Frans Floris eine Darstellung der Venus in der Werkstatt des Vulkan, die gewisse Parallelen zu de Clercks Gemälde aufweist: Auch hier sitzt Venus, zärtlich mit Amor spielend, auf der linken Seite im Vordergrund, während vor einem Felsspalt, durch den die helle Landschaft zu sehen ist, die Männer in der Werkstatt tätig sind und rechts im Vordergrund die bereits fertiggestellten Werkstücke zu sehen sind. Wenn davon auszugehen ist, dass der frontal dargestellte und eben zum Schmieden mit dem Hammer ausholende Bartträger ihr Gatte Vulkan ist, so fällt im Vergleich zu de Clerck eine andere Lösung im Detail auf: Vulkan, der vom Olymp gestürzt wurde und Schäden an den Beinen hat, ist nicht vollständig zu sehen; die untere Hälfte seiner Beine ist durch den Amboss und andere Gegenstände verdeckt.
Hendrik de Clerck dagegen hat den Schmiedegott in voller Körperlichkeit dargestellt und ihm eine Art Prothese verpasst: Das linke Bein Vulkans ist auf de Clercks Darstellung angewinkelt und ruht auf einer gepolsterten Stütze, die unterhalb des Knies befestigt ist und offenbar nach Art eines Stelzfußes zum Stehen und Gehen dienen soll. Etwas Ähnliches ist vielleicht auf der Darstellung eines flämischen Malers aus dem Umkreis des Jan Brueghel intendiert, der Vulkans Werkstatt als riesiges Arsenal darstellt, aber hinter den gewölbten Architekturelementen und den halb oder ganz fertiggestellten Werkstücken immer noch den Ausblick ins Freie beibehält. Die Gruppe der drei Hauptpersonen Venus, Amor und Vulkan ist hier eng zusammengerückt; Vulkan scheint entweder auf einem Hocker zu sitzen oder wie bei de Clerck ein orthopädisches Hilfsmittel zu nutzen.
Francesco Albani, ein Zeitgenosse de Clercks, ließ Venus in ganz ähnlicher Haltung wie dieser links im Vordergrund ruhen und den linken Arm erheben. Auch hier kontrastiert der dunkle Vordergrund der unterirdischen Schmiedewerkstatt mit dem hellen Ausblick ins Freie. Der nicht einmal zur Hälfte zu sehende Vulkan ist ganz an den linken Bildrand gerückt.
David Teniers der Ältere behielt um 1638 die Tradition des Durchblicks durch die Felsen ins Freie bei, ließ dafür aber Venus angezogen und von rechts her mit Amor auftreten, während Vulkan stehend auf der linken Seite der Szenerie arbeitet und die fertiggestellten Waffen und Rüstungsteile folgerichtig ebenfalls auf der linken Seite im Vordergrund liegen.
Um 1610 malte Bartholomäus Spranger das Paar. Hier hat Vulkan seine Gehilfen im Hintergrund gelassen und arbeitet im Sitzen allein weiter, während eine verführerische Venus hinter ihm steht und ihm den Arm um den Hals legt und den Kinnbart krault. Amor beobachtet die Szene interessiert von vorn. Um 1630 ließ van Dyck Venus mit recht herrischer Gebärde von dem gebückt zu ihr aufblickenden Vulkan die Waffen für ihren Sohn und Liebling Aeneas fordern.
Tiepolo malte Venus etwa anderthalb Jahrhunderte nach de Clerk in lasziver Pose auf ein Wolkengebilde hingegossen, während ein halb glatzköpfiger Vulkan mit Krückstock ihr gegenübersitzt und sie, halb liegend auf seinen Amboss gestützt, bewundert und seinen Gehilfen endgültig die Arbeit in der Werkstatt allein überlassen bleibt.

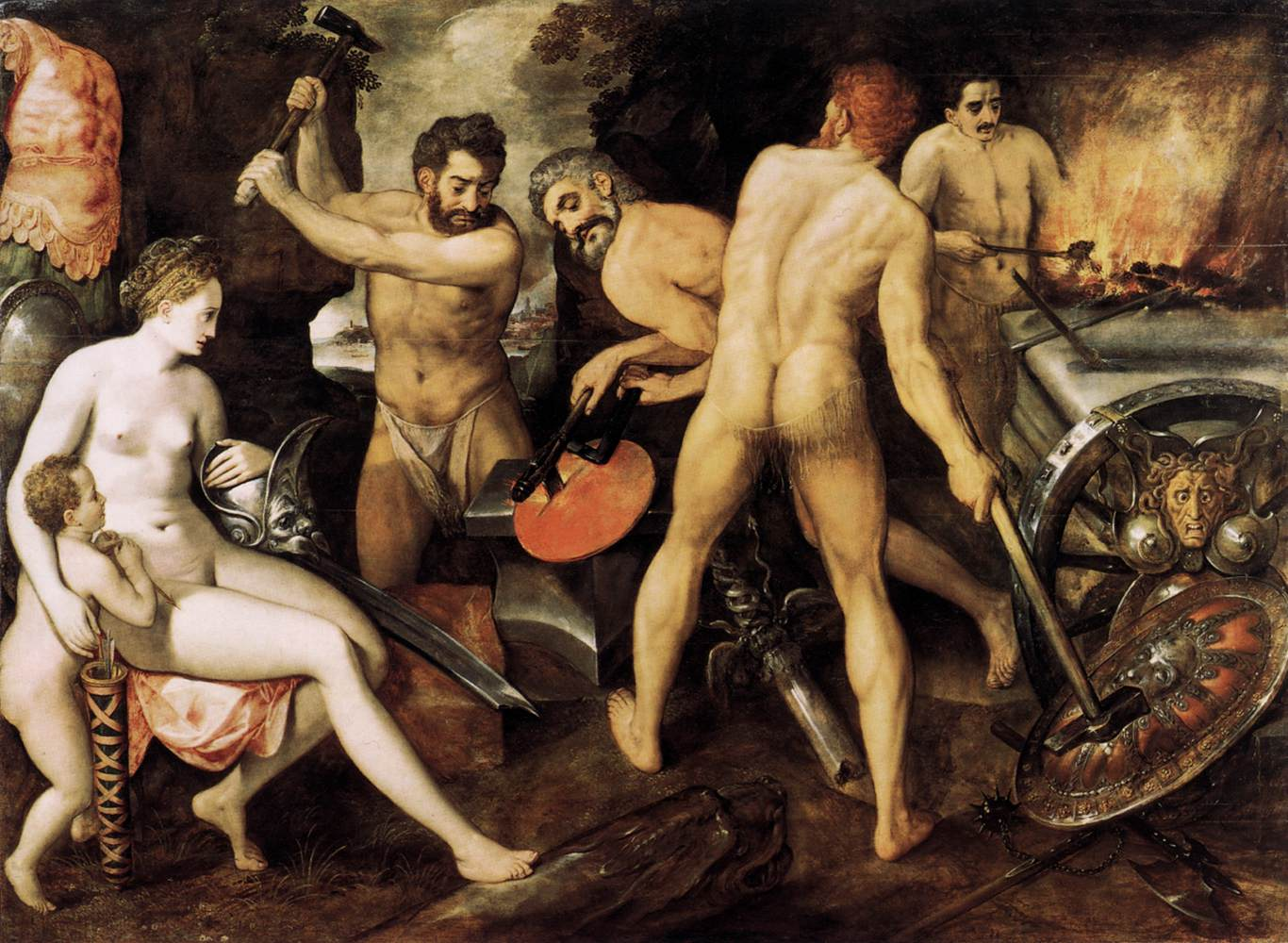
Frans Floris, Venus in der Schmiede des Vulkan, um 1560
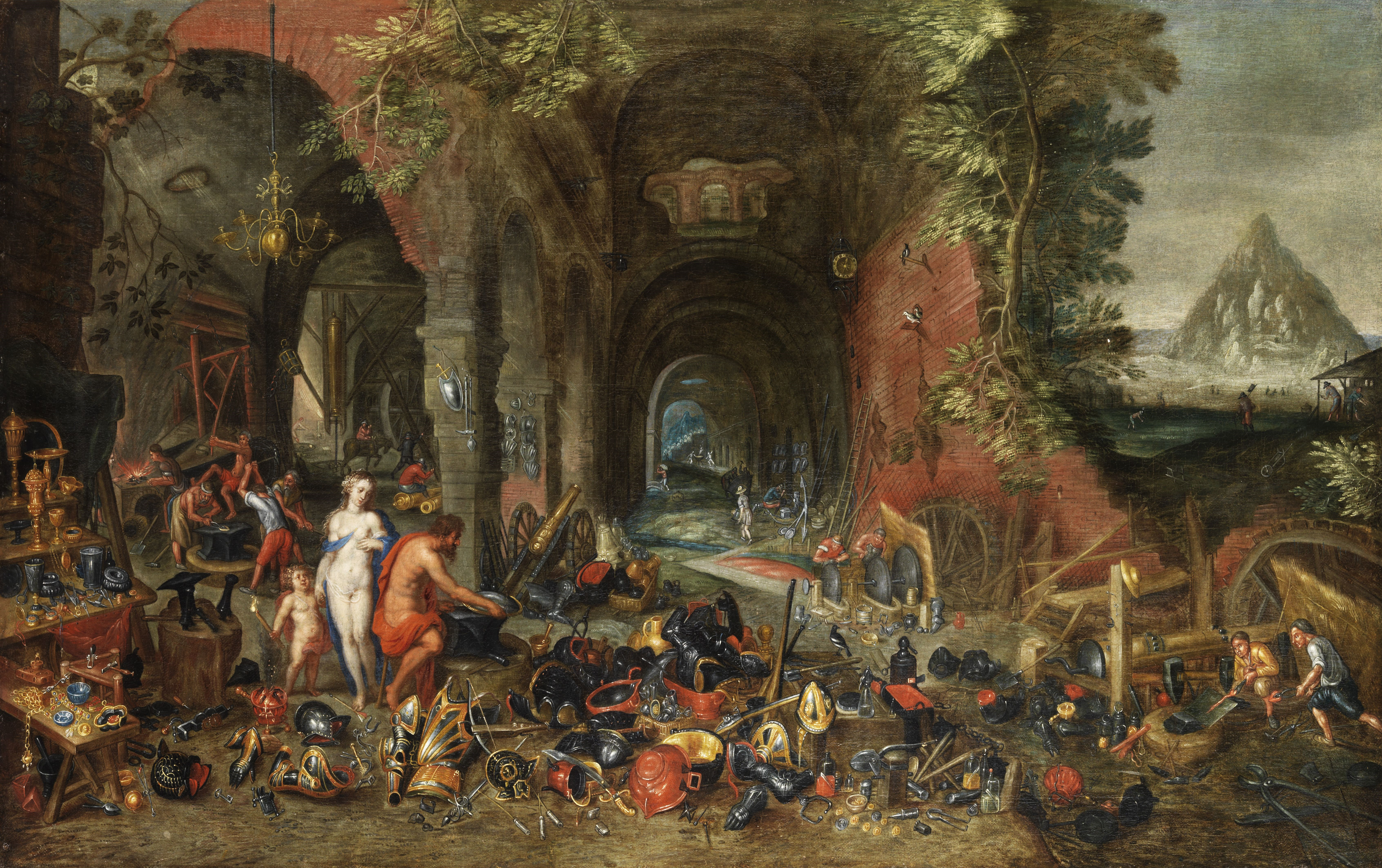
Unbekannter Maler aus dem Umkreis des Jan Brueghel, Venus und Amor in der Schmiede des Vulkan, 17. Jahrhundert
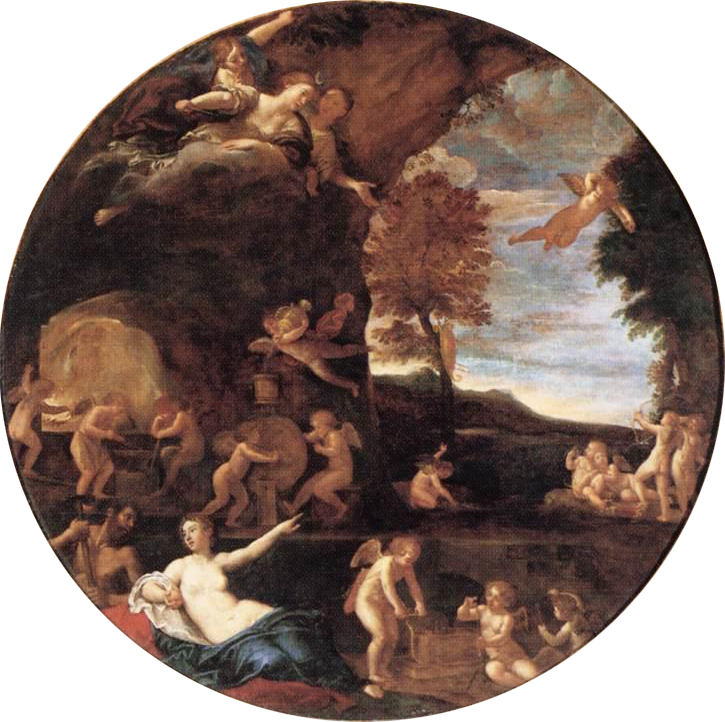
Francesco Albani, Sommer, um 1615
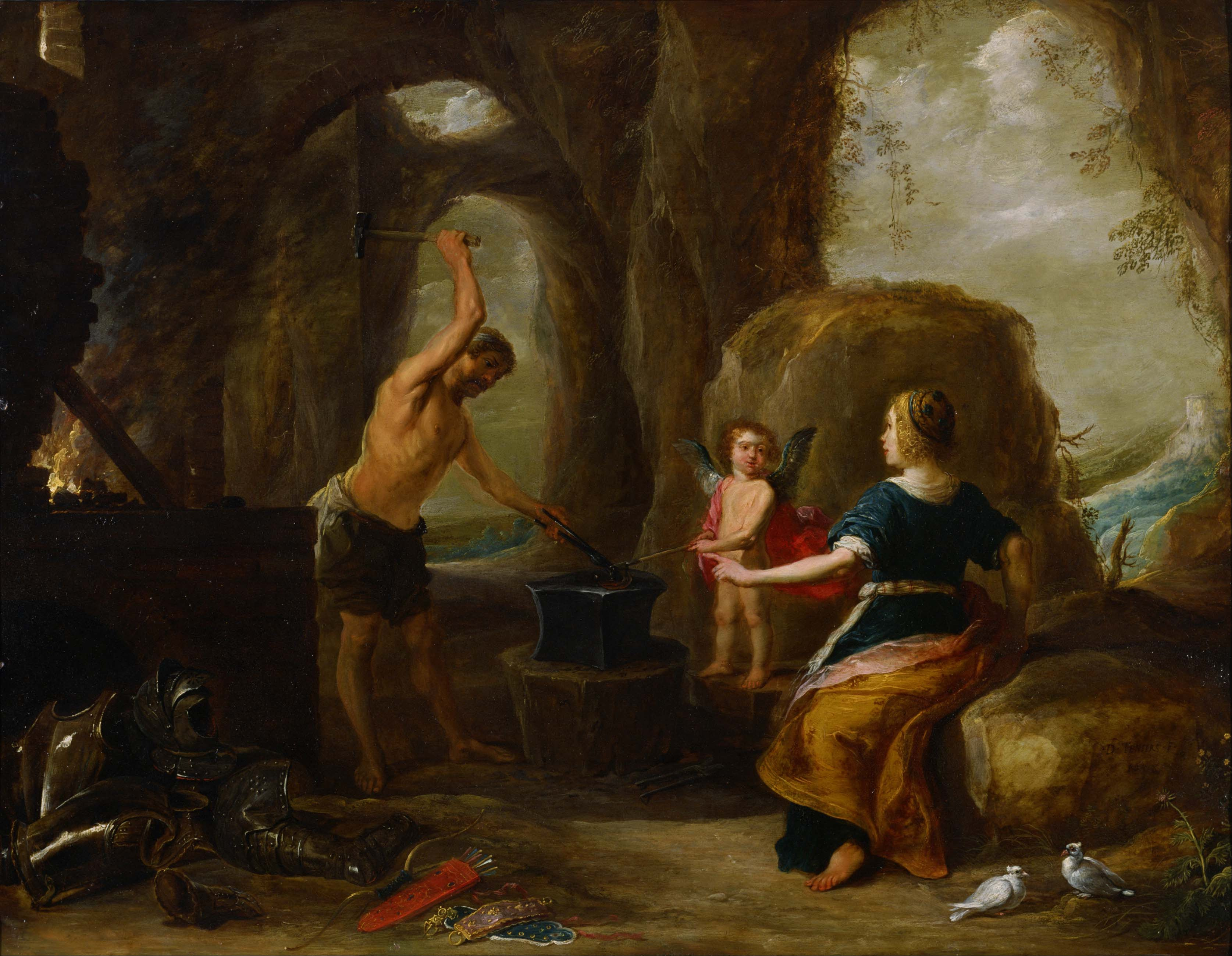
David Teniers d. Ä., Venus in der Werkstatt des Vulkan, um 1638
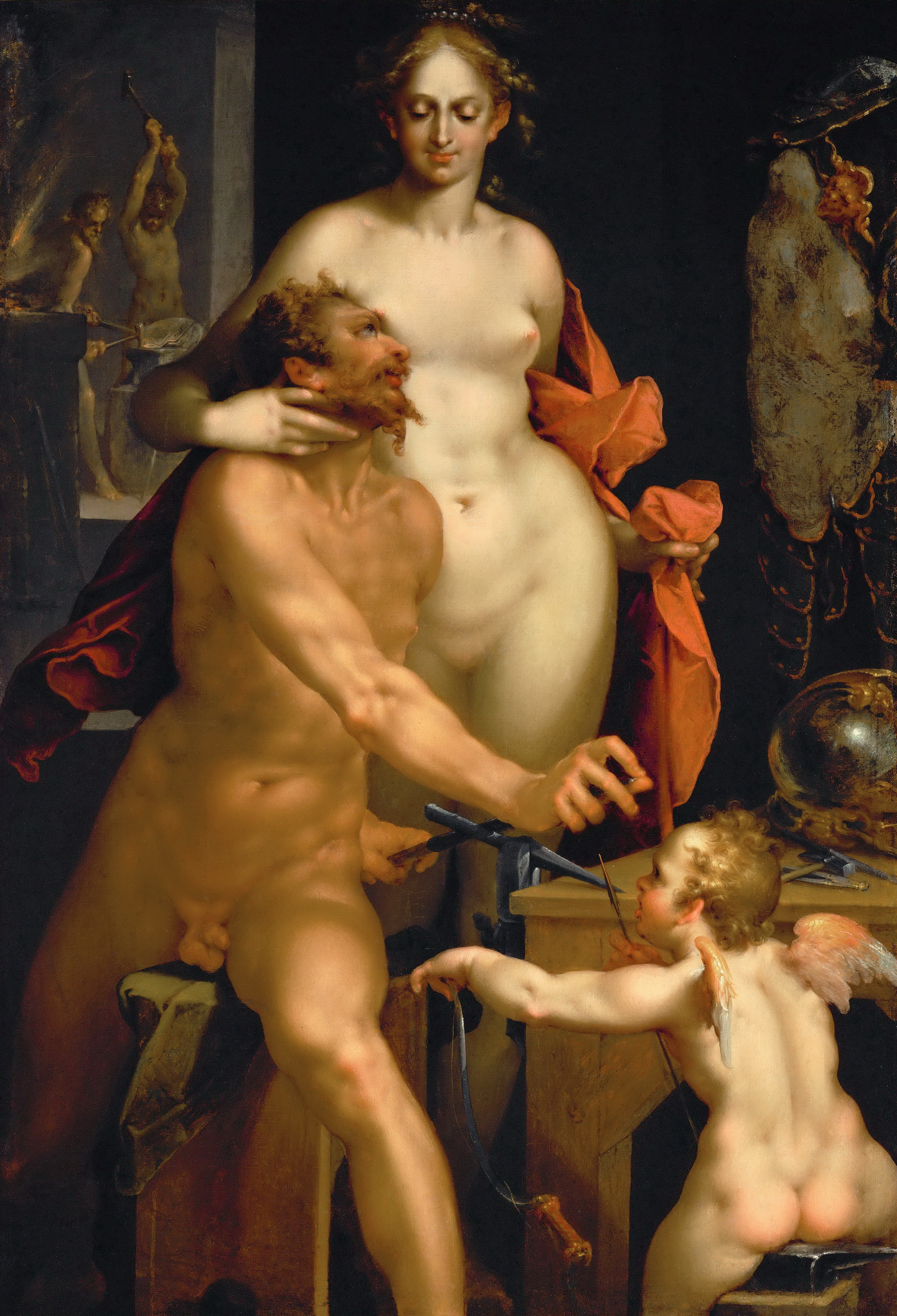
Bartholomäus Spranger, Venus und Vulkan, um 1610
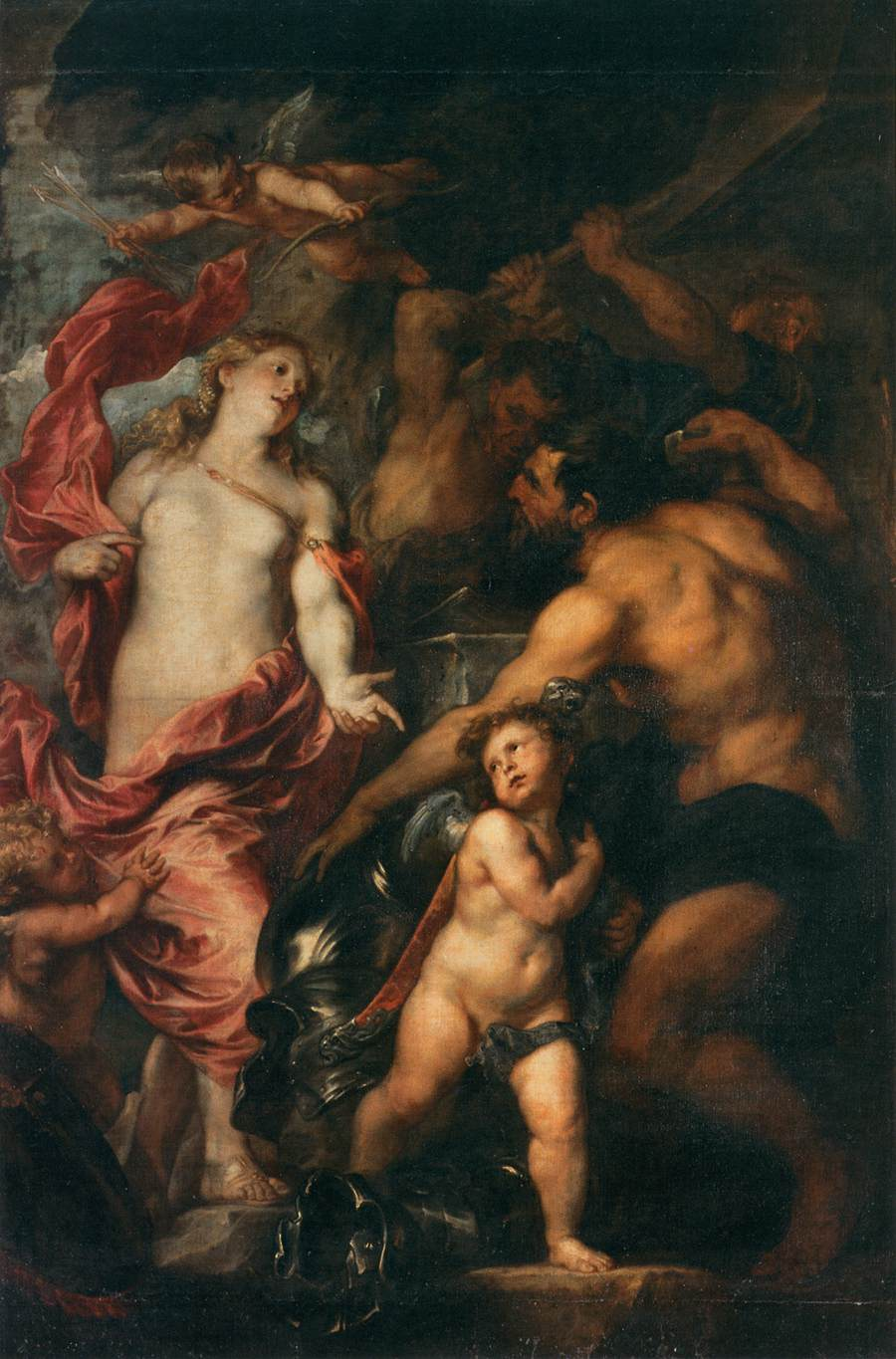
Anton van Dyck, Venus fordert Waffen für Aeneas von Vulkan
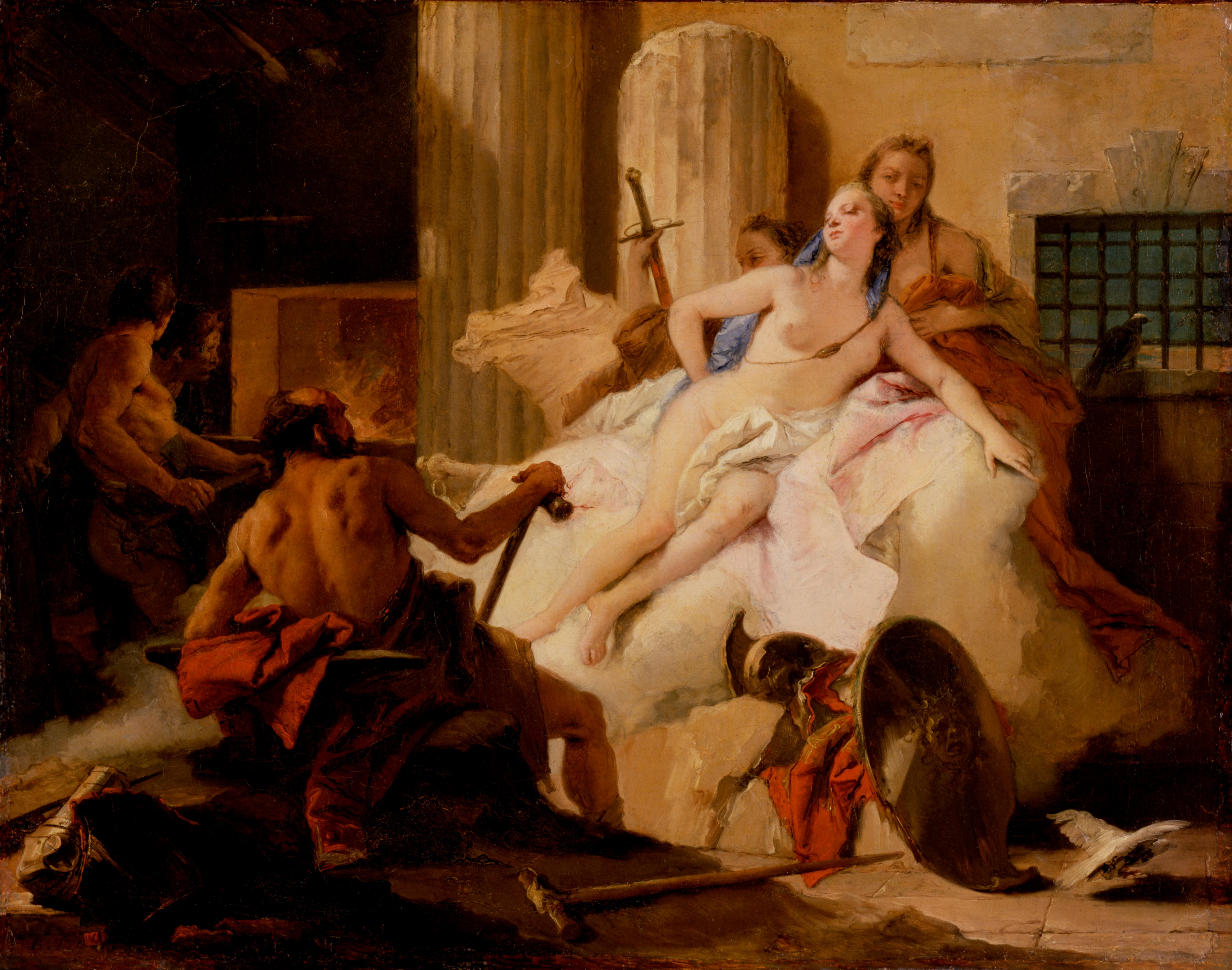
Tiepolo, Venus und Vulkan, um 1760

## Provenienz und Verbleib
De Clercks Bild kam durch eine Stiftung Barthold Suermondts 1883 in das neu gegründete Suermondt-Museum, wo es die Inventarnummer GK 96 erhielt. Während des Zweiten Weltkrieges wurde es in die Albrechtsburg in Meißen ausgelagert, von wo es nicht zurückkehrte. Bis 2008 war den Mitarbeitern des Suermondt-Ludwig-Museums nicht bekannt, was mit vielen seiner im Krieg ausgelagerten und später verschwundenen Bilder geschehen war, und noch im Katalog zu der Ausstellung Schattengalerie. Die verlorenen Werke der Gemäldesammlung, die 2008 und 2009 stattfand, wird der Verbleib des Bildes Venus in der Schmiede des Vulkan als unbekannt bezeichnet.

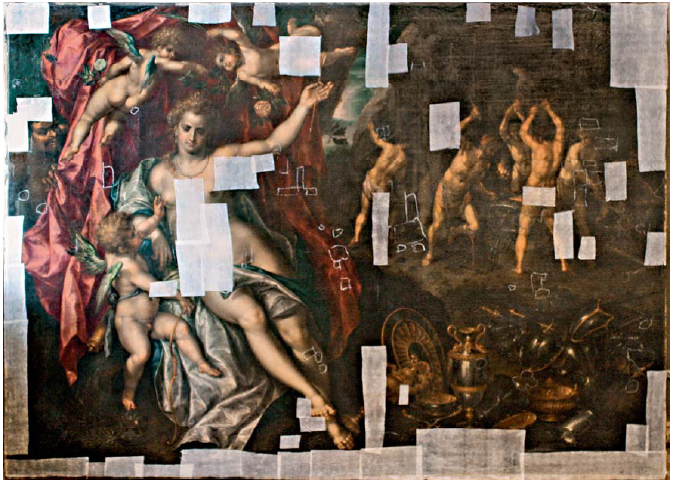
Das Bild während der Restaurierung

Damals äußerte der Direktor des Museums und Mitinitiator dieser Ausstellung der Verluste – gezeigt wurden vor allem alte Schwarzweißfotografien der verlorenen Bilder – Peter van den Brink noch radikal: „Am besten wäre es, wir hätten für jedes Bild einen internationalen Haftbefehl parat liegen, mit dem wir, sobald es irgendwo auftaucht, sofort jemanden losschicken könnten.“ Wenig später musste er umdenken: Im Jahr 2008 wurde bekannt, dass sich zahlreiche Gemälde, die einst in Museen in Aachen, Berlin und Dresden gehangen hatten, nun in Simferopol befanden, darunter auch Venus in der Schmiede des Vulkan und Dutzende weiterer Bilder aus dem Suermondt-Museum. Ein bayerisches Ehepaar hatte das Museum auf der Krim besucht und auf einem Bild den Aachener Dom wiedererkannt, woraufhin es begonnen hatte, die ausgestellten Bilder samt den beigefügten Kommentaren abzufotografieren. Diesen war zu entnehmen, dass die Bilder bislang nicht gezeigt worden waren, sondern sich offenbar im Magazin befunden hatten. Die Touristen fragten daraufhin beim Suermondt-Ludwig-Museum, das de Clercks Bild wie viele andere verlorene Gemälde auf seiner Homepage als verschollen bezeichnet hatte, an, ob denn diese Homepage nicht regelmäßig aktualisiert werde, und brachten so die Mitarbeiter des Museums auf die Spur von über 70 verloren geglaubten Gemälden.
An eine Rückgabe der Bilder an das Aachener Museum wird seitens des Museums auf der Krim nicht gedacht: Aachener Experten wurden zwar zur Identifizierung der Gemälde nach Simferopol eingeladen und konnten dort auch de Clercks Bild, das sich in schlechtem Zustand befand, in Augenschein nehmen. Die Leiterin des ukrainischen Staatsmuseums besuchte das Beutekunst-Symposium, das Anfang 2009 in Deutschland abgehalten wurde. Die Duma-Gesetzgebung sieht aber Kunstwerke, die während des Zweiten Weltkrieges oder danach aus Deutschland abtransportiert wurden, als Ersatz für die Kunstwerke an, die Russland infolge des Krieges verloren hat. Im Oktober 2013 hatten sich die Verhandlungen dahingehend entwickelt, die Bilder nicht mehr als gestohlen anzusehen. Dies wäre die Voraussetzung dafür, dass „Beutekunst“-Bilder auch wieder nach Deutschland ausgeliehen werden könnten, ohne dort sofort beschlagnahmt zu werden.
Venus in der Schmiede des Vulkan wurde trotz der Wiederentdeckung in der Ukraine noch Ende 2013 in der Lost Art Internet Database als vermisst gemeldet.